# Specie di Rosa
Elenco delle specie di Rosa.

## A
- Rosa abietina Gren. ex Christ
- Rosa abrica Khat. & Koobaz
- Rosa abutalybovii Gadzh.
- Rosa abyssinica R.Br. ex Lindl.
- Rosa achburensis Chrshan.
- Rosa acicularis Lindl.
- Rosa adenophylla Galushko
- Rosa agnesii Ker.-Nagy
- Rosa agrestis Savi
- Rosa alabukensis Tkatsch.
- Rosa × alba L.
- Rosa alberti Regel
- Rosa alexeenkoi Crép. ex Juz.
- Rosa × alpestris Rapin ex Reut.
- Rosa altidaghestanica Husseinov
- Rosa amblyophylla Kult.
- Rosa × andegavensis Bastard

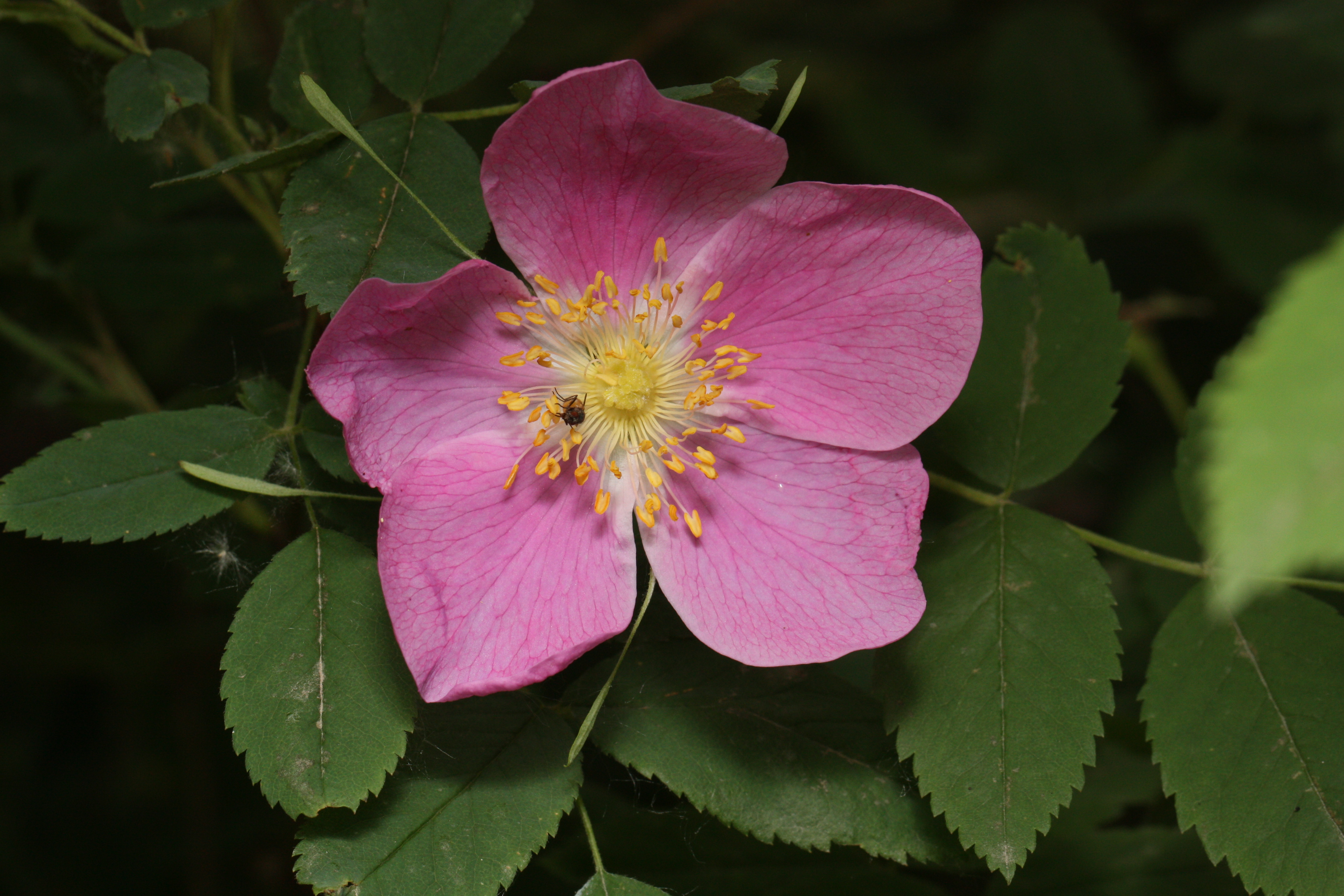
Rosa acicularis

- Rosa andrzeiowskii Steven ex Besser
- Rosa arabica (Crép. ex Boiss.) Déségl.
- Rosa × archipelagica Tchubar
- Rosa arensii Juz. & Galushko
- Rosa arkansana Porter
- Rosa arvensis Huds.
- Rosa × atlantica W.H.Lewis
- Rosa × avrayensis Rouy & E.G.Camus
- Rosa awarica Husseinov

## B
- Rosa baiyushanensis Q.L.Wang
- Rosa balcarica Galushko
- Rosa balsamica Besser
- Rosa banksiae R.Br.
- Rosa banksiopsis Baker
- Rosa barbeyi Boulenger
- Rosa × barthae Ker.-Nagy
- Rosa beauvaisii Cardot

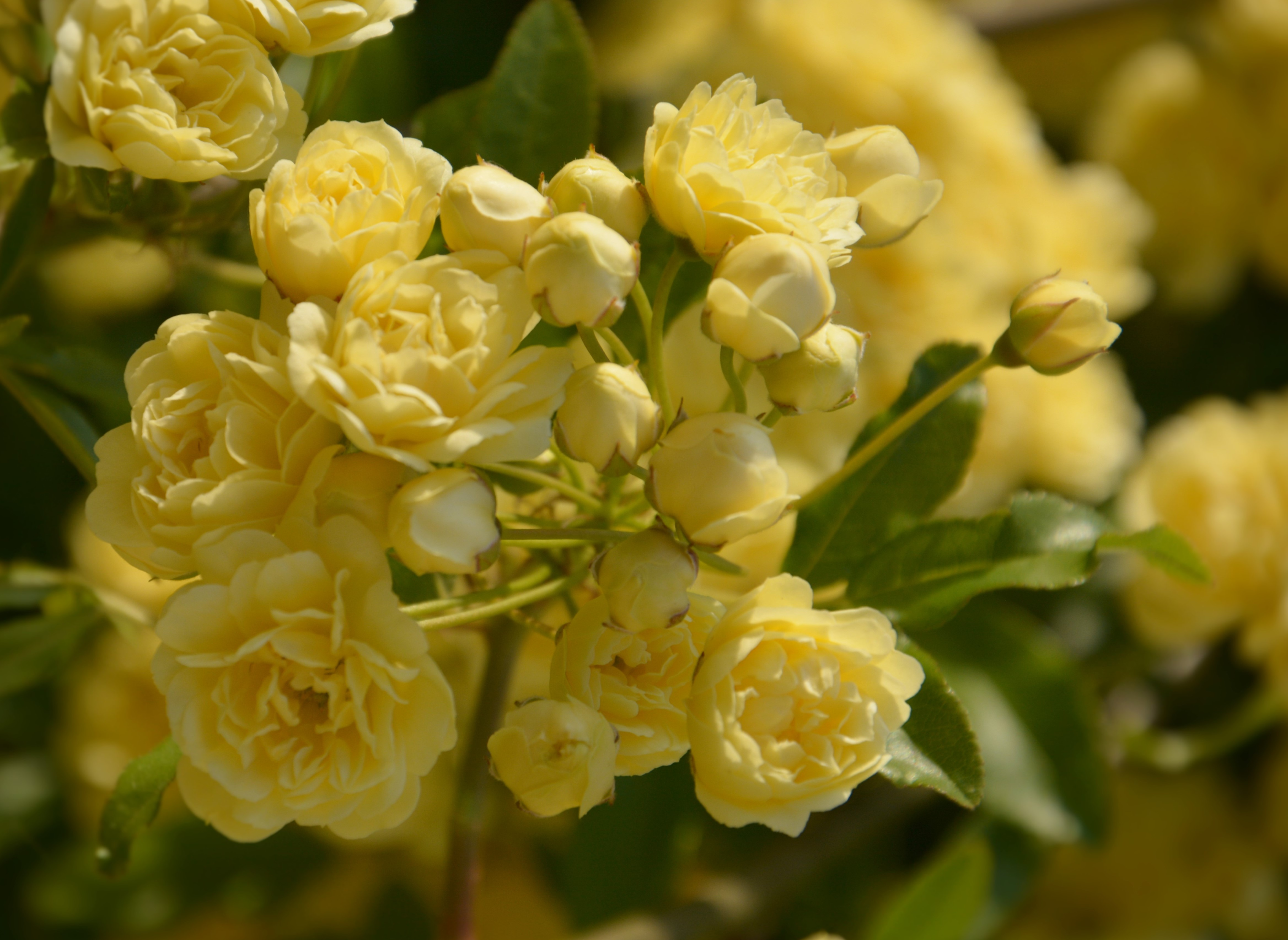
Rosa banksiae

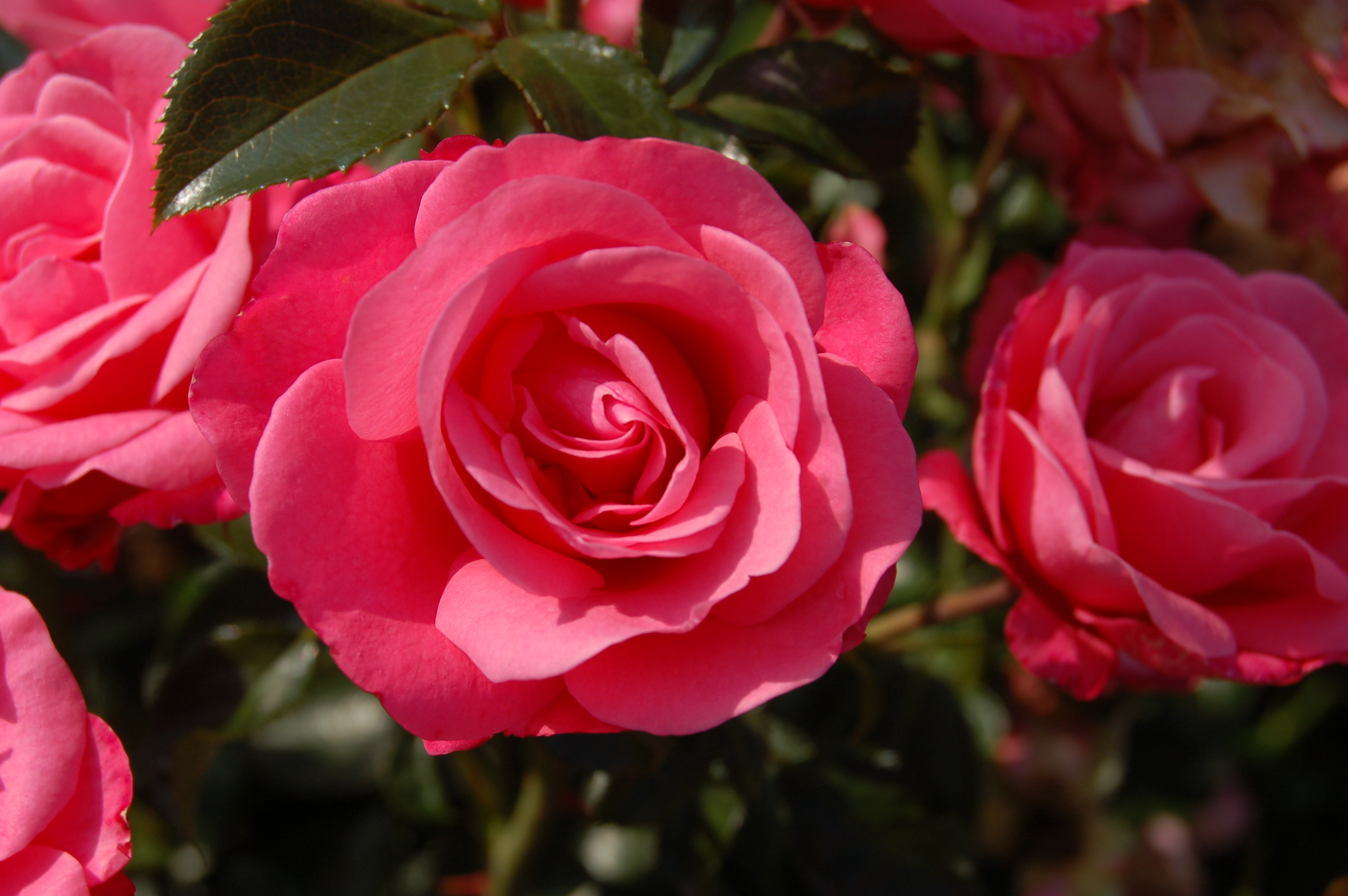
Rosa bella

- Rosa beggeriana Schrenk ex Fisch. & C.A.Mey.
- Rosa bella Rehder & E.H.Wilson
- Rosa bellicosa Nevski
- Rosa × belnensis Ozanon
- Rosa × bengyana Rouy & L.C.Lamb.
- Rosa × bibracteata Bastard ex DC.
- Rosa biebersteiniana Tratt.
- Rosa × bigeneris Duffort ex Rouy
- Rosa × binaloudensis Vaezi, Arjmandi & Sharghi
- Rosa × bishopii Wolley-Dod
- Rosa × biturigensis Boreau
- Rosa blanda Aiton
- Rosa × blinovskyana Kult.
- Rosa boissieri Crép.
- Rosa × bolanderi Greene
- Rosa × borhidiana Ker.-Nagy
- Rosa bracteata J.C.Wendl.
- Rosa bridgesii Crép. ex Rydb.
- Rosa brotherorum Chrshan.
- Rosa brunonii Lindl.
- Rosa × budensis Borbás
- Rosa bugensis Chrshan.
- Rosa buschiana Chrshan.

## C

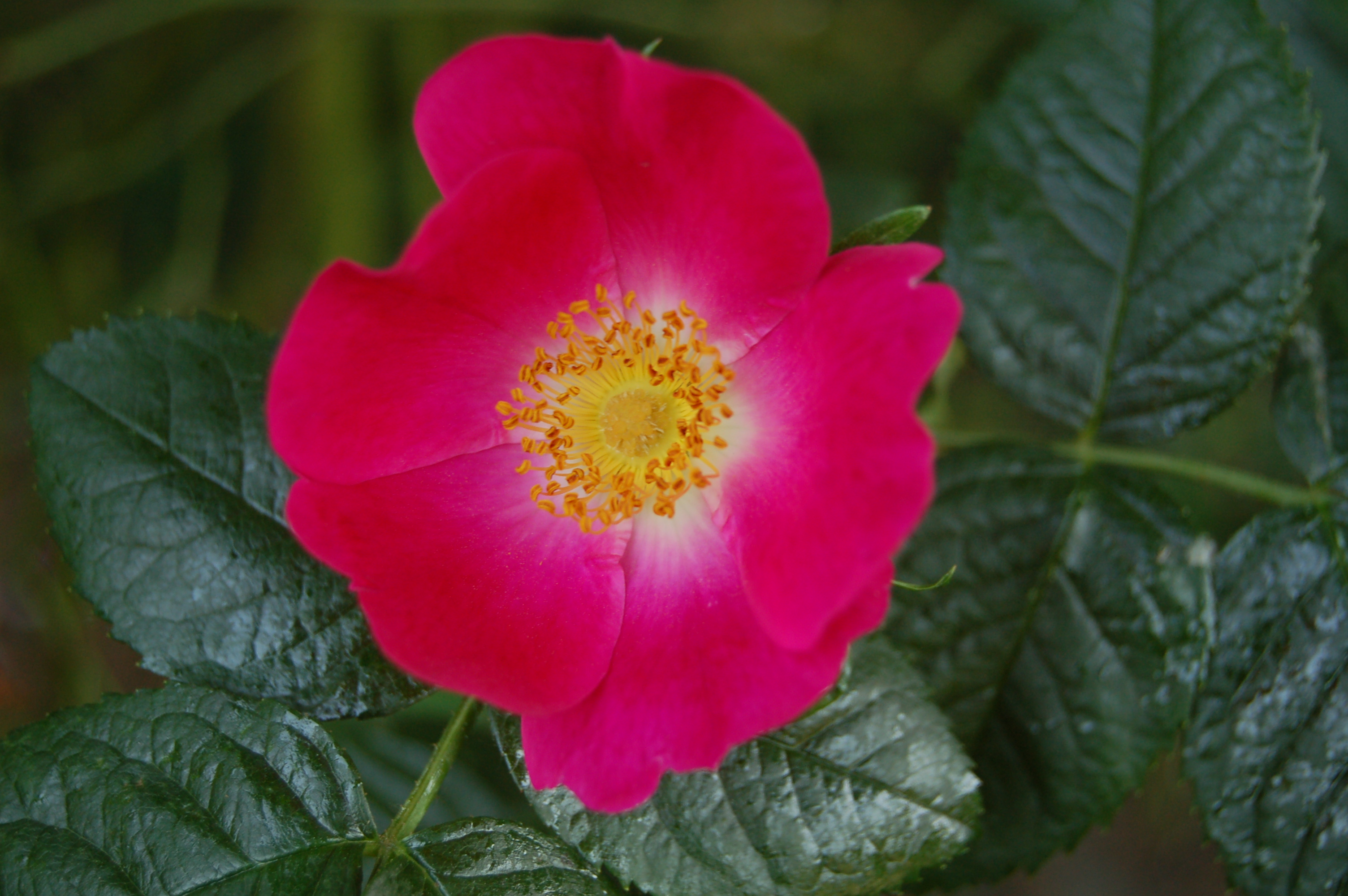
Rosa canina

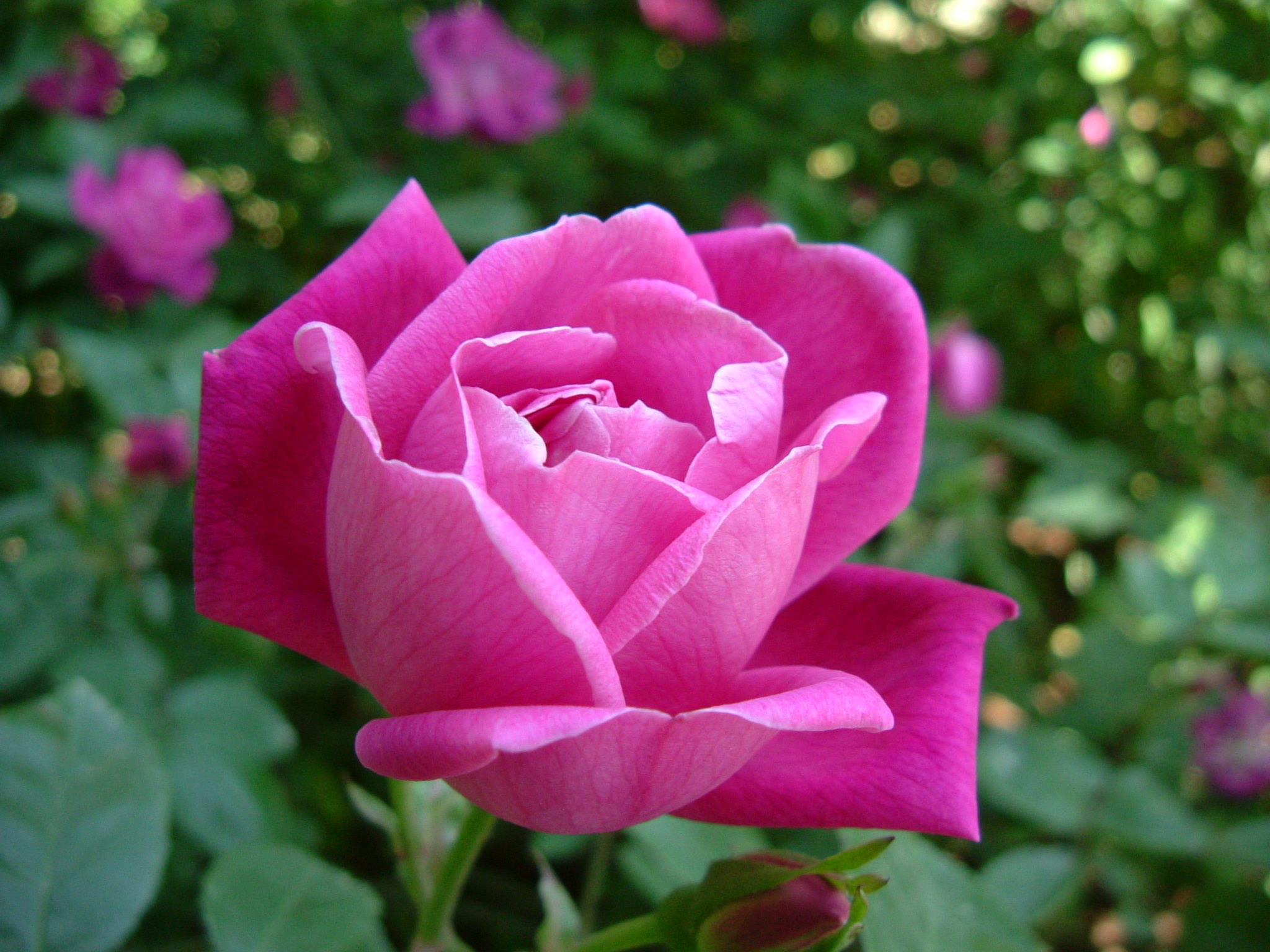
Rosa chinensis

- Rosa caesia Sm.
- Rosa calantha Tkatsch.
- Rosa calcarea Lipsch. & Sumnev.
- Rosa californica Cham. & Schltdl.
- Rosa calyptopoda Cardot
- Rosa × campanulata Ehrh.
- Rosa × canadensis W.H.Lewis
- Rosa canina L.
- Rosa carolina L.
- Rosa caryophyllacea Besser
- Rosa caudata Baker
- Rosa × caviniacensis Ozanon
- Rosa × centifolia L.
- Rosa chavinii Rapin ex Reut.
- Rosa chengkouensis T.T.Yu & T.C.Ku
- Rosa chinensis Jacq.
- Rosa chionistrae H.Lindb.
- Rosa × churchillii W.H.Lewis
- Rosa clinophylla Thory
- Rosa × consanguinea Gren.
- Rosa × coronata Crép. ex Wirtg.
- Rosa corymbifera Borkh.
- Rosa corymbulosa Rolfe
- Rosa × cottetii Lagger & Puget ex Cottet
- Rosa coziae Nyár.
- Rosa cziragensis Husseinov

## D

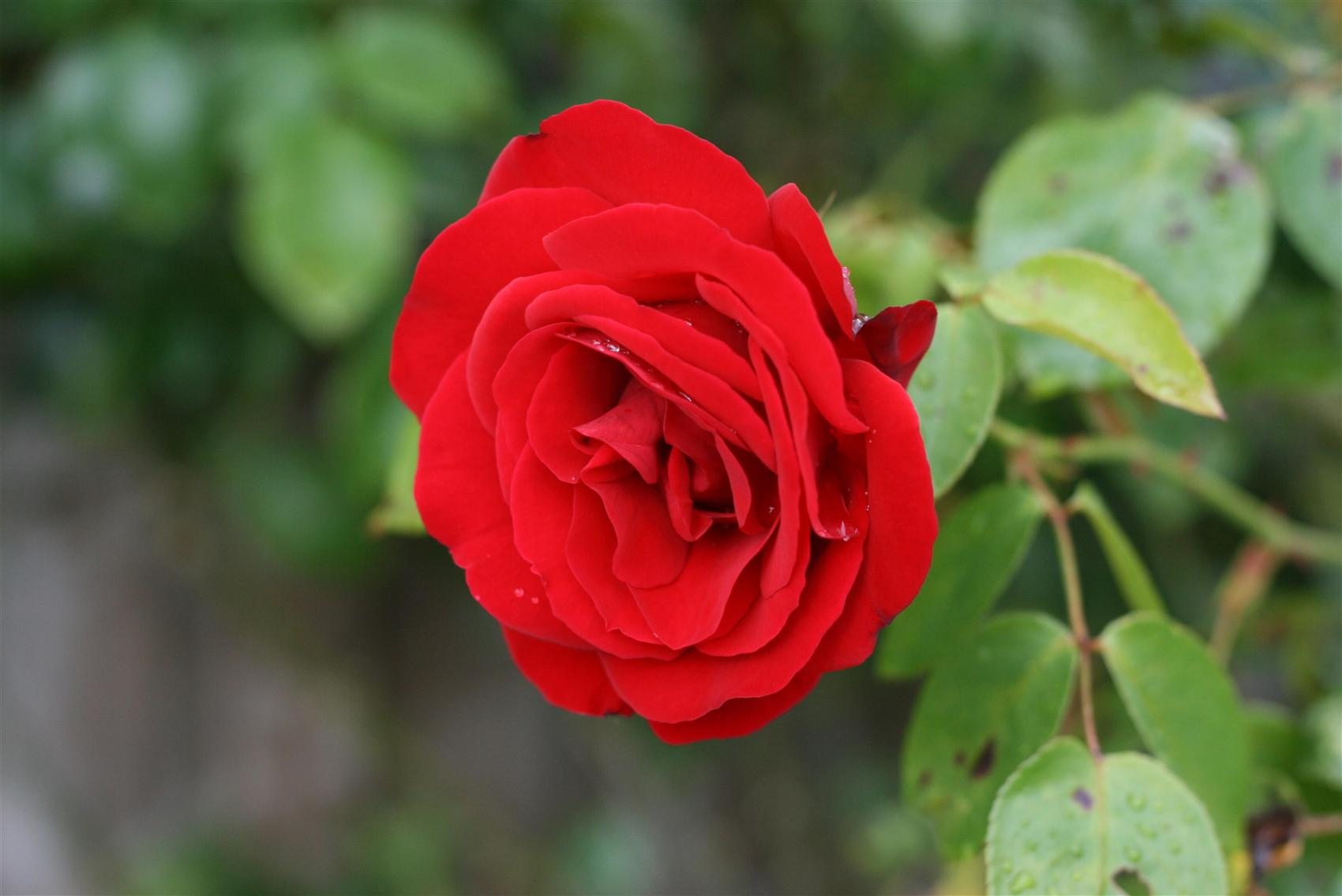
Rosa × damascena

- Rosa daishanensis T.C.Ku
- Rosa × damascena Herrm.
- Rosa darginica Husseinov
- Rosa davidii Crép.
- Rosa davurica Pall.
- Rosa deqenensis T.C.Ku
- Rosa derongensis T.C.Ku
- Rosa deseglisei Boreau
- Rosa diacantha Chrshan.
- Rosa diplodonta Dubovik
- Rosa dolichocarpa Galushko
- Rosa doluchanovii Manden.
- Rosa donetzica Dubovik
- Rosa × dryadea Ripart ex Déségl.
- Rosa dsharkenti Chrshan.
- Rosa dubovikiae Mironova
- Rosa × dulcissima Lunell
- Rosa dumalis Bechst.
- Rosa × dumetorum Thuill.
- Rosa duplicata T.T.Yu & T.C.Ku

## E

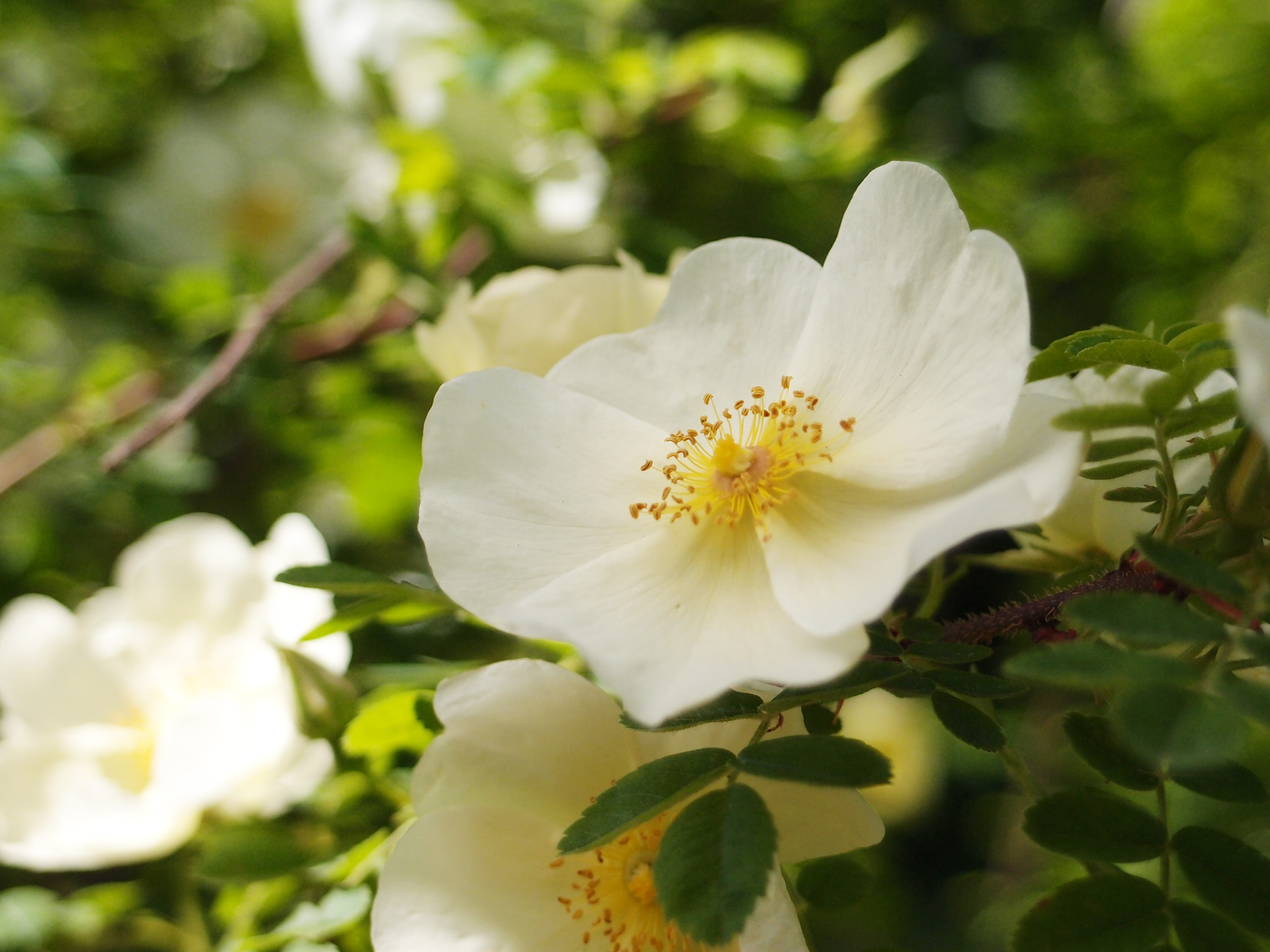
Rosa ecae

- Rosa ecae Aitch.
- Rosa elymaitica Boiss. & Hausskn.
- Rosa × engelmannii S.Watson
- Rosa ermanica Manden.

## F
- Rosa facsarii Ker.-Nagy
- Rosa fargesiana Boulenger
- Rosa farreri Stapf ex Cox
- Rosa × fernaldiorum W.H.Lewis
- Rosa × fertilis Kult.
- Rosa filipes Rehder & E.H.Wilson
- Rosa foetida Herrm.
- Rosa foliolosa Nutt.
- Rosa forrestiana Boulenger
- Rosa freitagii Ziel.
- Rosa fujisanensis (Makino) Makino

## G
- Rosa gadzhievii Chrshan. & Iskend.
- Rosa gallica L.
- Rosa galushkoi Demurova
- Rosa geninae Juz.
- Rosa gigantea Collett ex Crép.
- Rosa × gilmaniana W.H.Lewis
- Rosa giraldii Crép.
- Rosa glabrifolia C.A.Mey. ex Rupr.
- Rosa glauca Pourr.
- Rosa × glaucoides Wolley-Dod
- Rosa glomerata Rehder & E.H.Wilson
- Rosa gorenkensis Besser

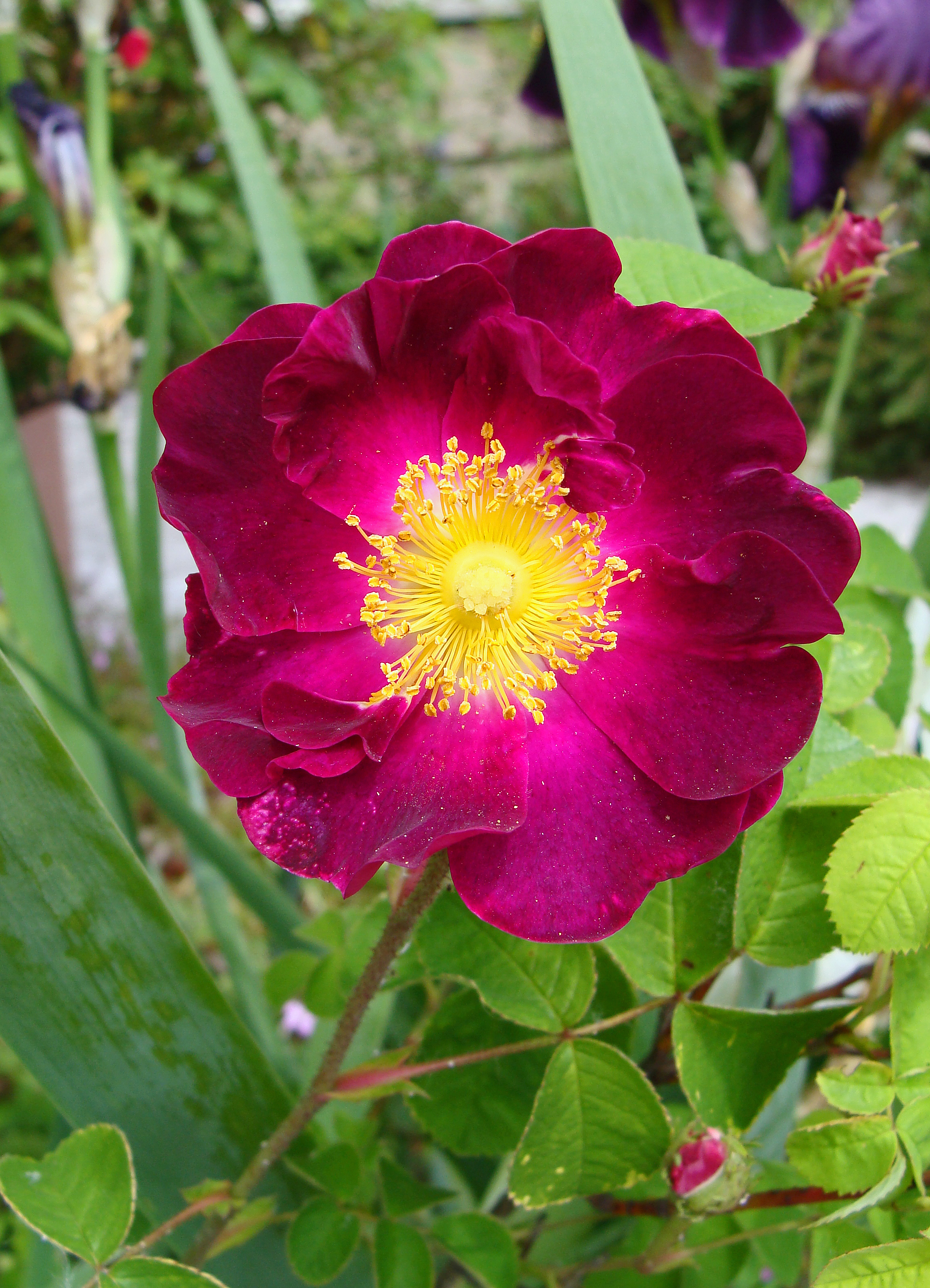
Rosa gallica

- Rosa graciliflora Rehder & E.H.Wilson
- Rosa gracilipes Chrshan.
- Rosa gulczensis Tkatsch.
- Rosa gymnocarpa Nutt.

## H
- Rosa × hainesii W.H.Lewis
- Rosa × harisonii Rivers
- Rosa × harmsiana W.H.Lewis
- Rosa heckeliana Tratt.
- Rosa helenae Rehder & E.H.Wilson
- Rosa hemisphaerica Herrm.
- Rosa × henryana W.H.Lewis
- Rosa henryi Boulenger
- Rosa hezhangensis T.L.Xu
- Rosa × hibernica Templeton
- Rosa hirtissima Lonacz.
- Rosa hirtula (Regel) Nakai
- Rosa × hodgdonii W.H.Lewis
- Rosa × housei Erlanson

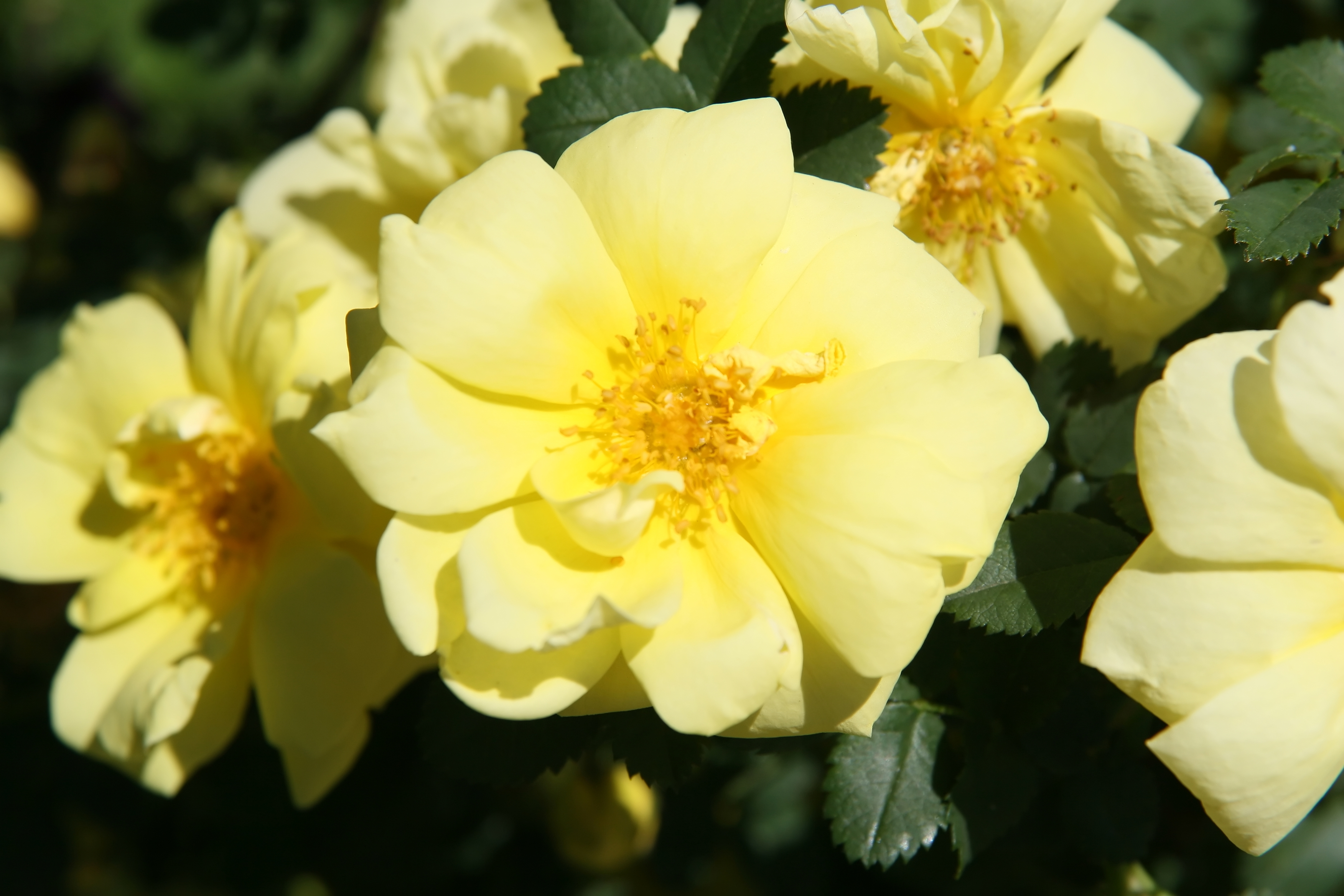
Rosa × harisonii

- Rosa × hyogoensis H.Ohba & S.Akiyama

## I

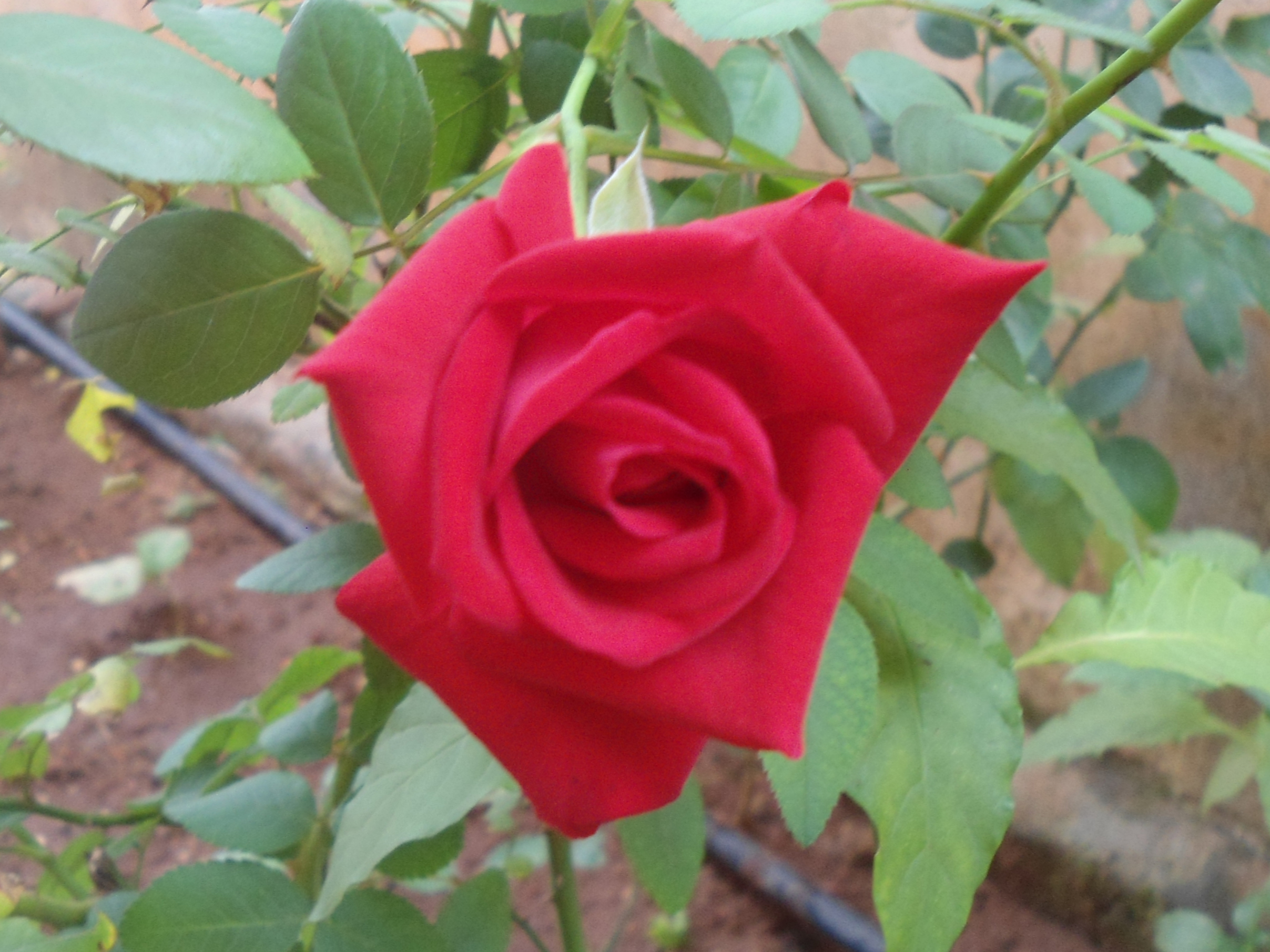
Rosa indica

- Rosa iberica Steven ex M.Bieb.
- Rosa iliensis Chrshan.
- Rosa iljinii Chrshan. ex Gadzh.
- Rosa indica L.
- Rosa × infesta Kmet ex Heinr.Braun
- Rosa inodora Fr.
- Rosa × involuta Sm.
- Rosa irinae Demurova
- Rosa irysthonica Manden.
- Rosa isaevii Gadzh. & Iskand.
- Rosa issyksuensis Tkatsch.
- Rosa × iwara Siebold ex Regel

## J
- Rosa jaroschenkoi Gadzh. & Iskand.
- Rosa juzepczukiana Vassilcz.

## K
- Rosa kamelinii Husseinov
- Rosa karaalmensis Tkatsch.
- Rosa × karakalensis Kult.
- Rosa karjaginii Sosn.
- Rosa kazarjanii Sosn.
- Rosa khasautensis Galushko

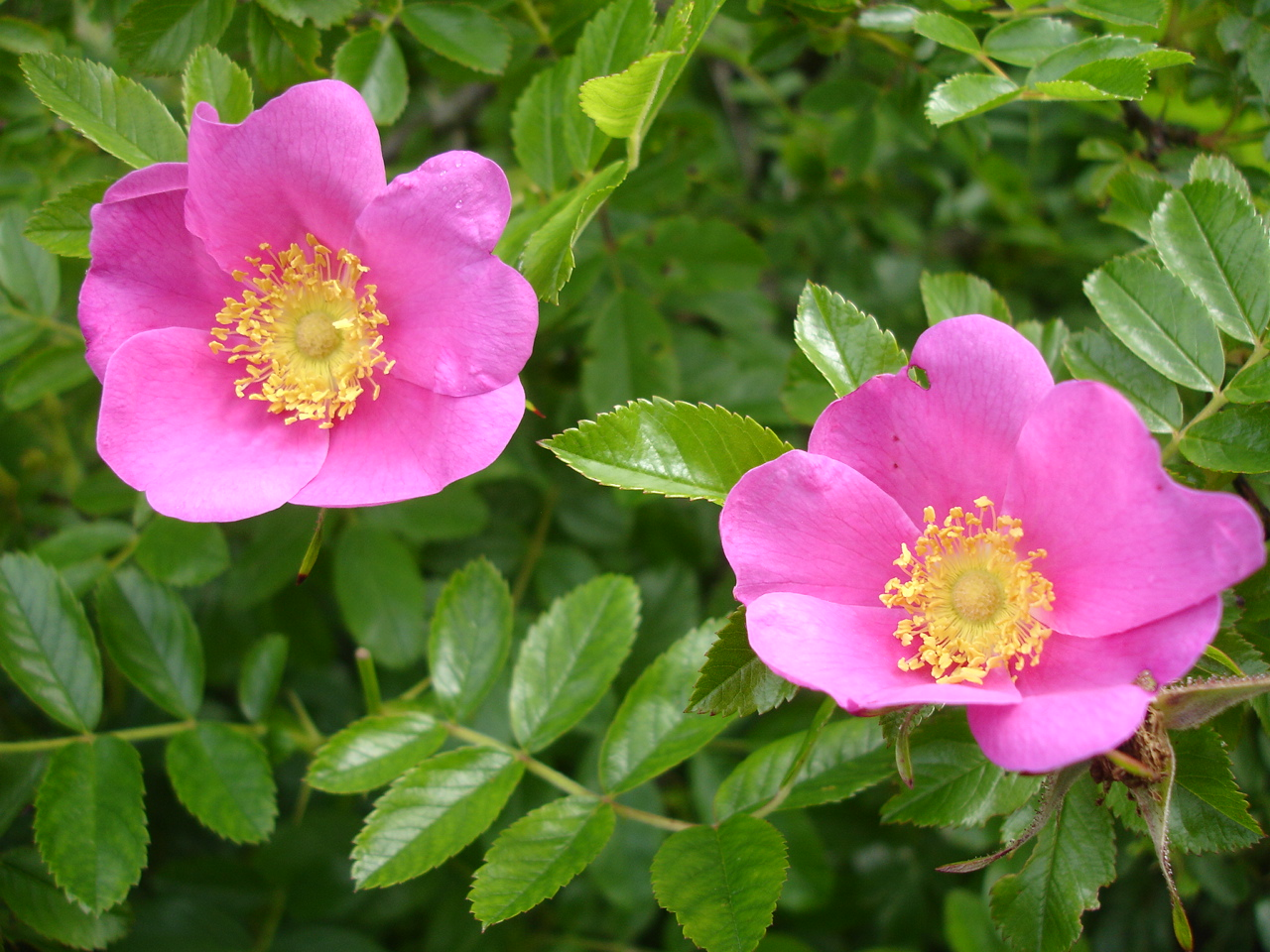
Rosa × kochiana

- Rosa kokanica (Regel) Regel ex Juz.
- Rosa kokijrimensis Tkatsch.
- Rosa komarovii Sosn.
- Rosa × kopetdagensis Meffert
- Rosa koreana Kom.
- Rosa × kosinsciana Besser
- Rosa × kotschyana Boiss.
- Rosa kuhitangi Nevski
- Rosa kujmanica Golitsin
- Rosa kunmingensis T.C.Ku
- Rosa kwangtungensis T.T.Yu & H.T.Tsai
- Rosa kweichowensis T.T.Yu & T.C.Ku

## L
- Rosa laevigata Michx.

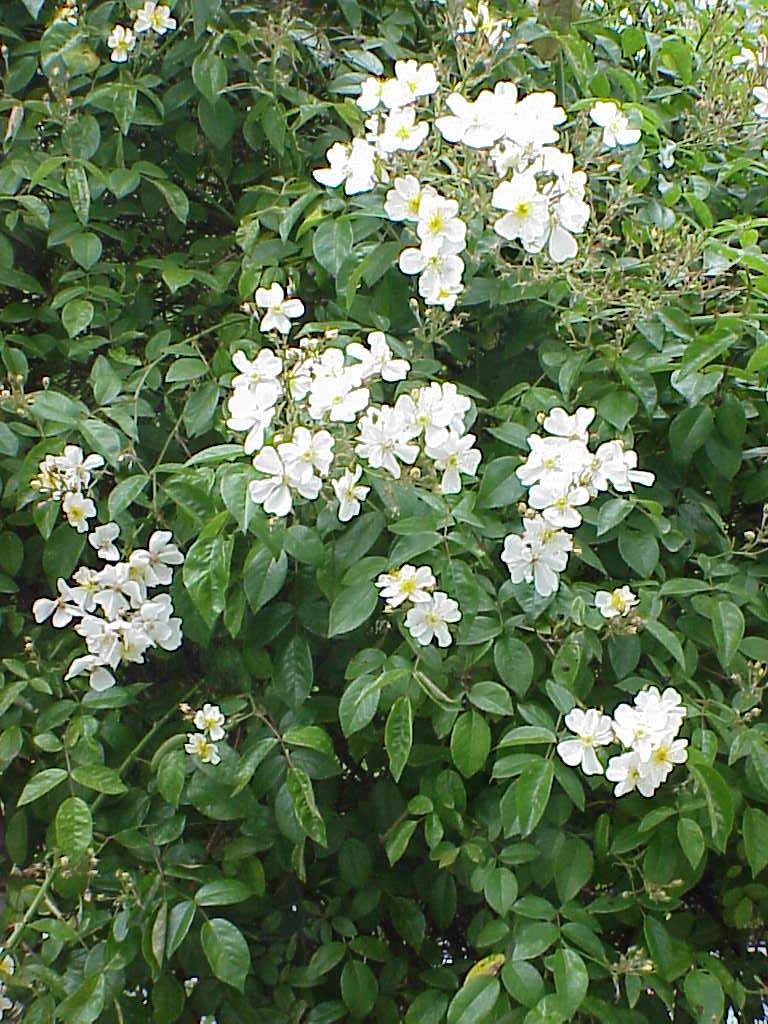
Rosa longicuspis

- Rosa langyashanica D.C.Zhang & J.Z.Shao
- Rosa lasiosepala F.P.Metcalf
- Rosa laxa Retz.
- Rosa leschenaultiana (Thory) Wight & Arn.
- Rosa lichiangensis T.T.Yu & T.C.Ku
- Rosa livescens Besser
- Rosa × longicolla Ravaud ex Rouy
- Rosa longicuspis Bertol.
- Rosa longshoushanica L.Q.Zhao & Y.Z.Zhao
- Rosa lucidissima H.Lév.
- Rosa lucieae Franch. & Rochebr. ex Crép.
- Rosa ludingensis T.C.Ku

## M
- Rosa macrophylla Lindl.
- Rosa mairei H.Lév.
- Rosa majalis Herrm.

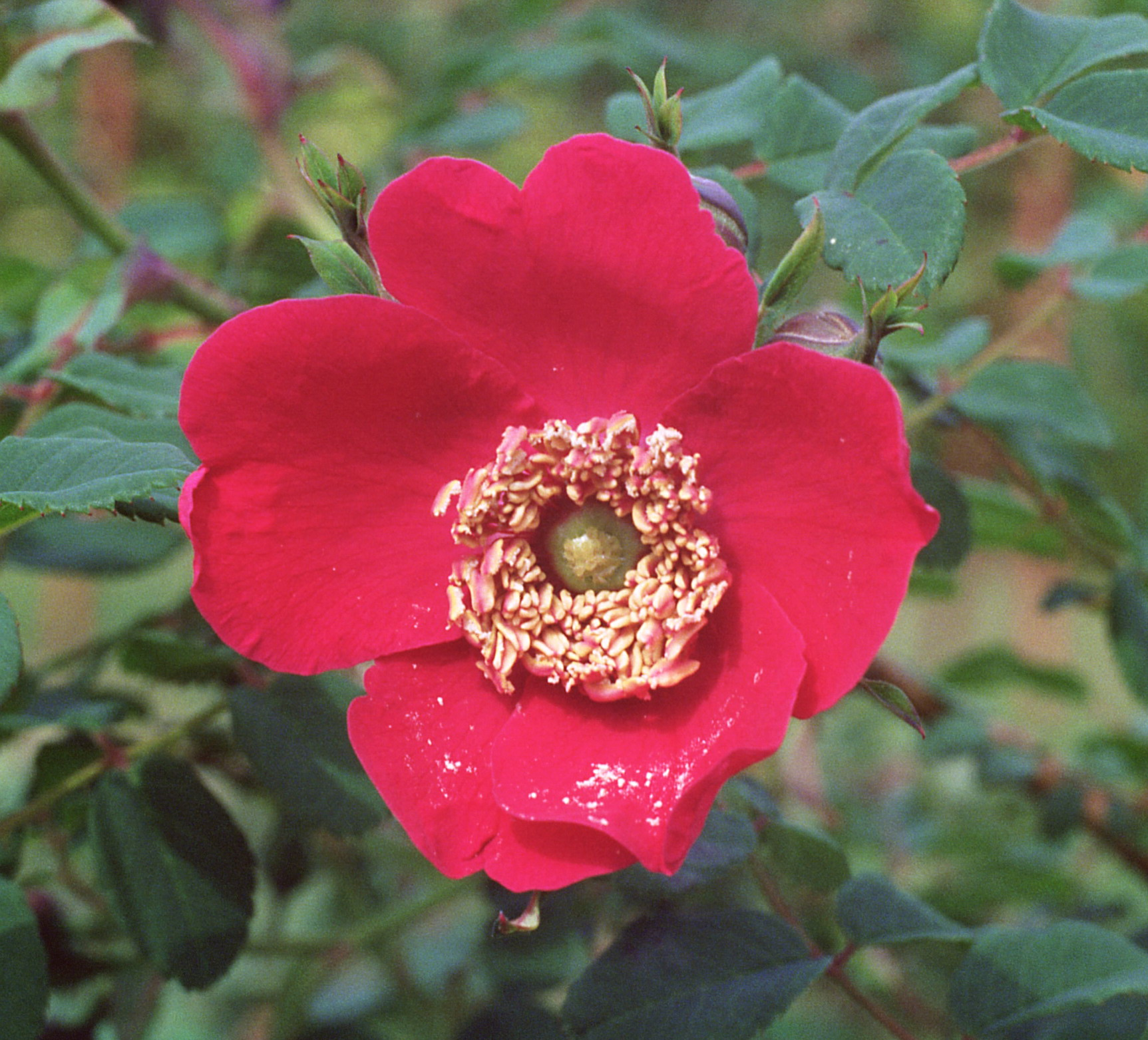
Rosa moyesii

- Rosa × majorugosa Palmén & Hämet-Ahti
- Rosa × makinoana H.Ohba
- Rosa × malmundariensis Lej.
- Rosa mandenovae Gadzh.
- Rosa mandonii Déségl.
- Rosa manshurica Buzunova
- Rosa × margerisonii F.Lees
- Rosa marginata Wallr.
- Rosa × mariaegraebneriae Asch. & Graebn.
- Rosa × matraensis Borbás
- Rosa maximowicziana Regel
- Rosa × medioccidentis W.H.Lewis
- Rosa memoryae W.H.Lewis
- Rosa mesatlantica H.Lindb.
- Rosa micrantha Borrer ex Sm.
- Rosa × mikawamontana Mikanagi & H.Ohba
- Rosa minutifolia Engelm.
- Rosa × misimensis Nakai
- Rosa miyiensis T.C.Ku
- Rosa × molletorum Hesl.-Harr.
- Rosa × molliformis Wolley-Dod
- Rosa mollis Sm.
- Rosa × momiyamae H.Ohba
- Rosa montana Chaix
- Rosa morrisonensis Hayata
- Rosa moschata Herrm.
- Rosa moyesii Hemsl. & E.H.Wilson
- Rosa multibracteata Hemsl. & E.H.Wilson
- Rosa multiflora Thunb.
- Rosa murielae Rehder & E.H.Wilson

## N

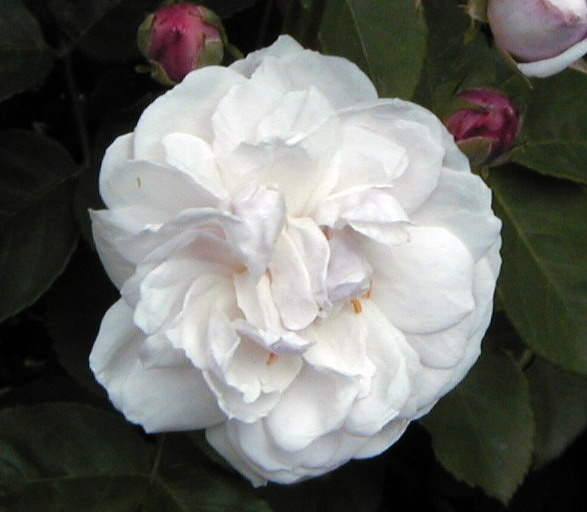
Rosa × noisettiana

- Rosa nipponensis Crép.
- Rosa nitida Willd.
- Rosa × nitidula Besser
- Rosa × noisettiana Thory
- Rosa nutkana C.Presl

## O
- Rosa obtegens Galushko
- Rosa × odorata (Andrews) Sweet
- Rosa × oldhamii W.H.Lewis
- Rosa × oligocarpa Rydb.
- Rosa omeiensis Rolfe
- Rosa onoei Makino
- Rosa orientalis A.Dupont ex Ser.
- Rosa osmastonii Rawat & Pangtey
- Rosa ossethica Manden.
- Rosa oxyacantha M.Bieb.
- Rosa oxyodon Boiss.
- Rosa × oxyodontoides Galushko

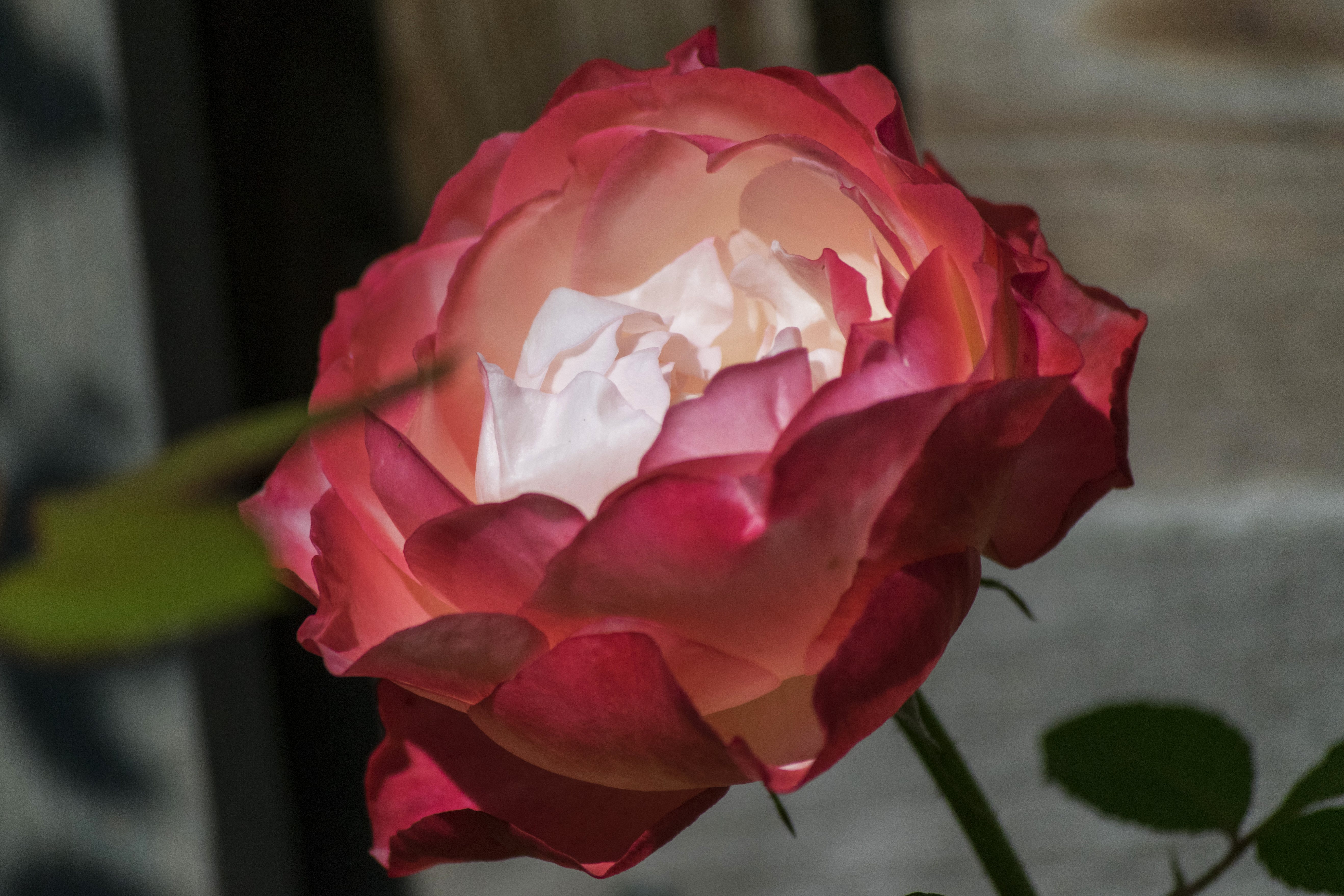
Rosa × odorata

- Rosa × ozcelikii Korkmaz & Kandemir

## P
- Rosa × palustriformis Rydb.
- Rosa palustris Marshall

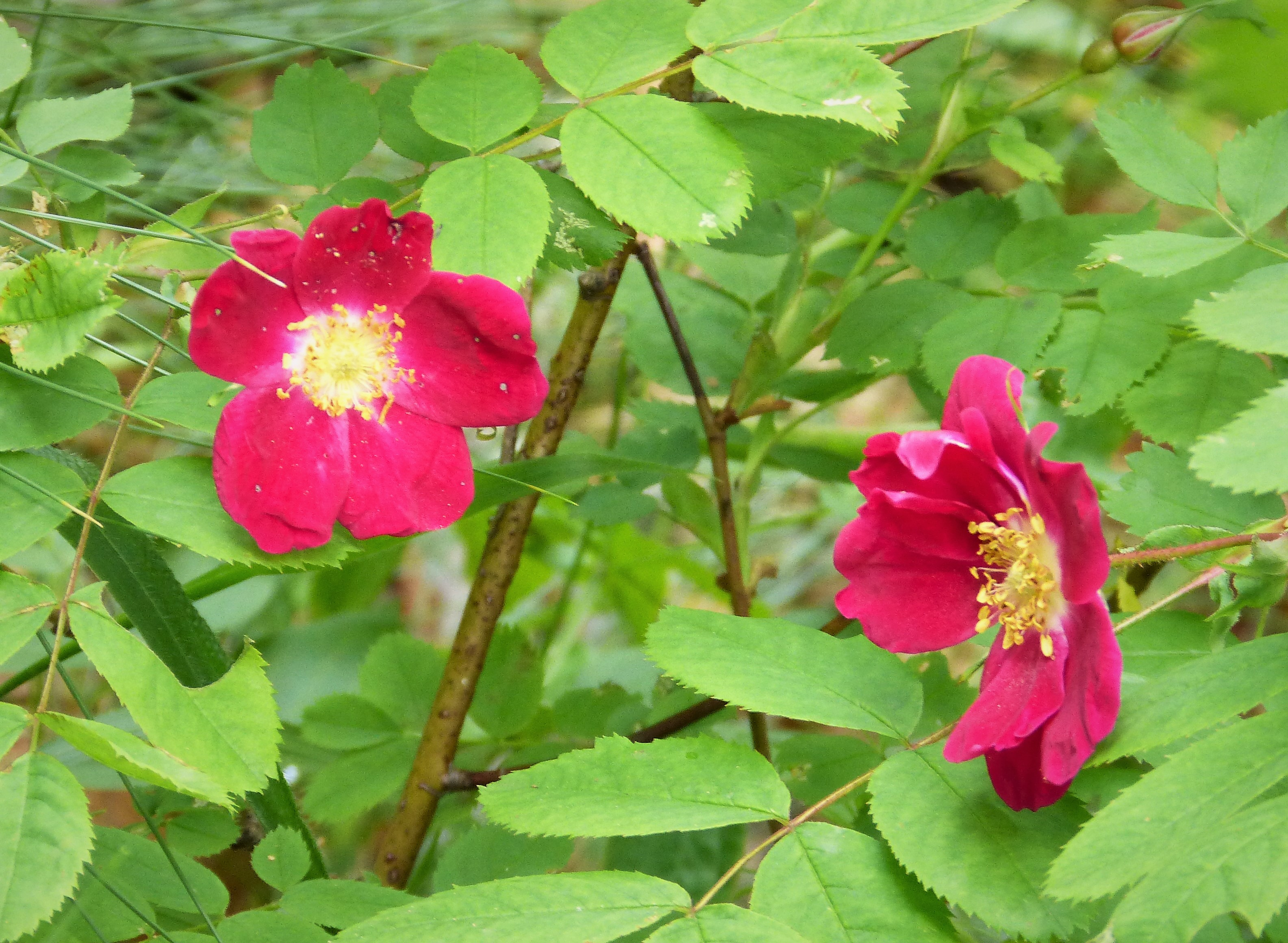
Rosa pendulina

- Rosa paniculigera (Makino ex Koidz.) Momiy.
- Rosa × paulii Rehder
- Rosa pedunculata Kult.
- Rosa pendulina L.
- Rosa persetosa Rolfe
- Rosa persica Michaut ex Juss.
- Rosa × perthensis Rouy & E.G.Camus
- Rosa × pervirens Gren. ex Crép.
- Rosa phoenicia Boiss.
- Rosa pinetorum A.Heller
- Rosa pinnatisepala T.C.Ku
- Rosa × piptocalyx Juz.
- Rosa pisocarpa A.Gray
- Rosa platyacantha Schrenk
- Rosa pocsii Ker.-Nagy
- Rosa × polliniana Spreng.
- Rosa × pomazensis Degen ex Ker.-Nagy
- Rosa popovii Chrshan.
- Rosa potentilliflora Chrshan. & Popov
- Rosa pouzinii Tratt.
- Rosa × praegeri Wolley-Dod
- Rosa praelucens Bijh.
- Rosa praetermissa Galushko
- Rosa prattii Hemsl.
- Rosa pricei Hayata
- Rosa prilipkoana Sosn.
- Rosa primula Boulenger
- Rosa prokhanovii Galushko
- Rosa pseudobanksiae T.T.Yu & T.C.Ku
- Rosa × pseudorusticana Crép. ex W.M.Rogers
- Rosa pseudoscabriuscula (R.Keller) Henker & G.Schulze
- Rosa pubicaulis Galushko
- Rosa × pulcherrima Koidz.
- Rosa pulverulenta M.Bieb.

## R

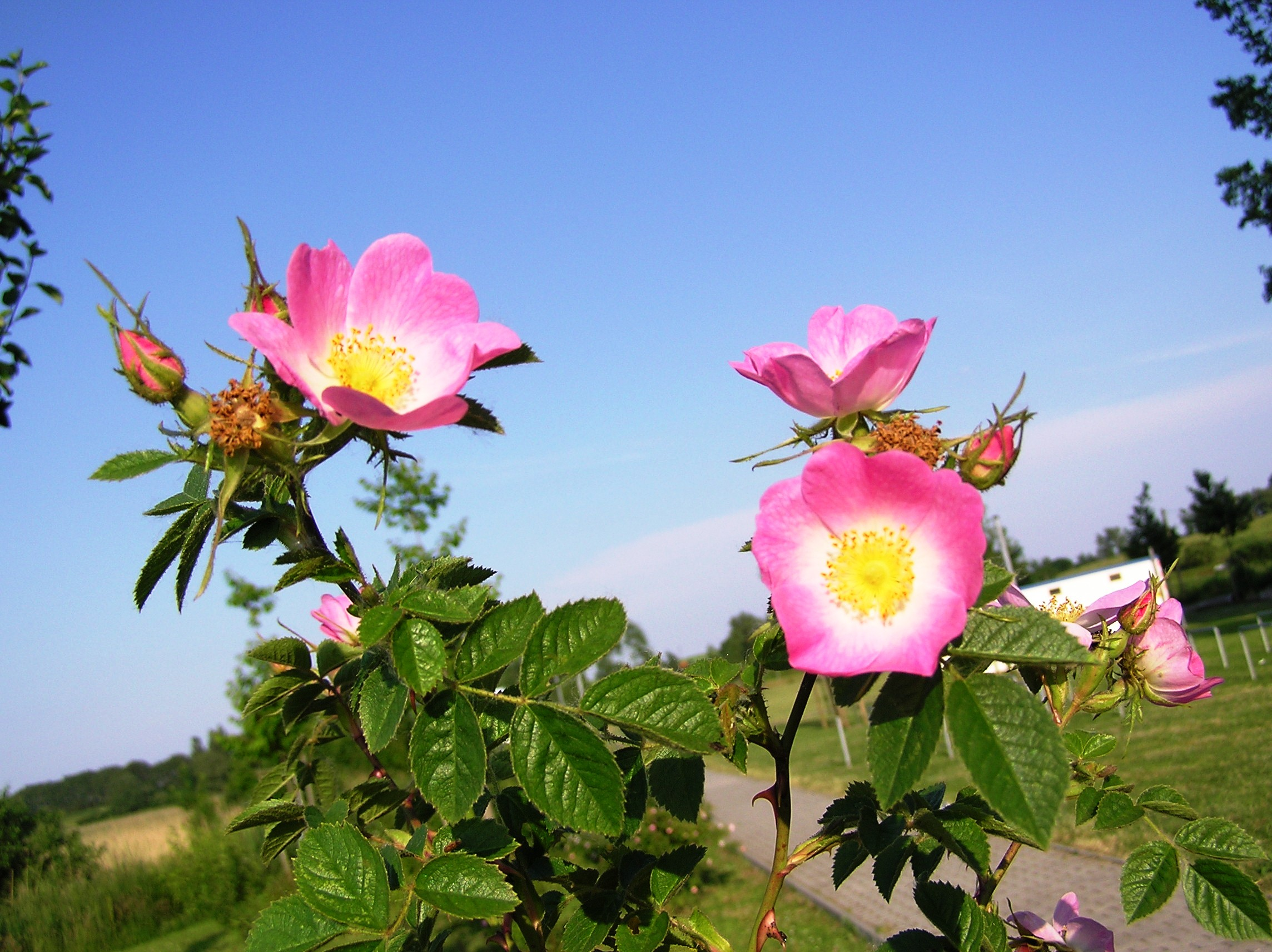
Rosa rubiginosa

- Rosa × reversa Waldst. & Kit.
- Rosa rhaetica Gremli
- Rosa roopiae Lonacz.
- Rosa × rothschildii Druce
- Rosa × rouyana Duffort ex Rouy
- Rosa roxburghii Tratt.
- Rosa rubiginosa L.
- Rosa rubus H.Lév. & Vaniot
- Rosa rugosa Thunb.
- Rosa russanovii Tkatsch.

## S

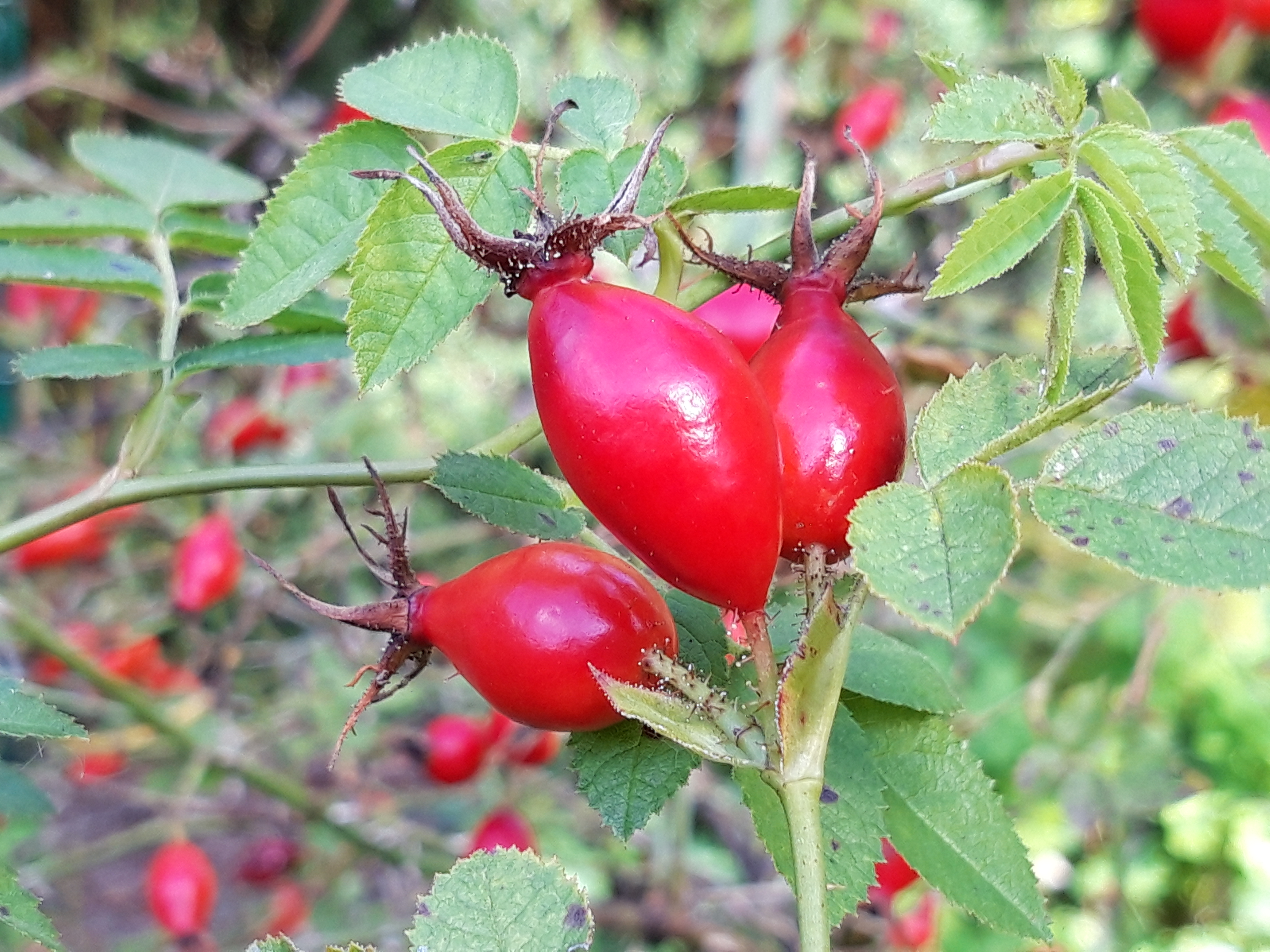
Rosa sicula

- Rosa × sabinii J.Woods
- Rosa × salaevensis Rapin
- Rosa sambucina Koidz.
- Rosa saturata Baker
- Rosa saundersiae Rolfe
- Rosa × scabriuscula Winch ex Sm.
- Rosa schergiana Boiss.
- Rosa schrenkiana Crép.
- Rosa sempervirens L.
- Rosa serafinii Viv.
- Rosa sericea Lindl.
- Rosa sertata Rolfe
- Rosa setigera Michx.
- Rosa setipoda Hemsl. & E.H.Wilson
- Rosa shangchengensis T.C.Ku
- Rosa sherardii Davies
- Rosa sikangensis T.T.Yu & T.C.Ku
- Rosa sinobiflora T.C.Ku
- Rosa smoljanensis Popovav
- Rosa sogdiana Tkatsch.
- Rosa soulieana Crép.
- Rosa × spaethiana Graebn.
- Rosa spinosissima L.
- Rosa × spinulifolia Dematra
- Rosa spithamea S.Watson
- Rosa squarrosa (A.Rau) Boreau
- Rosa stellata Wooton
- Rosa stylosa Desv.
- Rosa × subbuschiana Husseinov
- Rosa × subdola Déségl.
- Rosa × suberecta (Woods) Ley
- Rosa × suberectiformis Wolley-Dod
- Rosa × subpomifera Chrshan.

## T
- Rosa taiwanensis Nakai
- Rosa taronensis T.T.Yu & T.C.Ku
- Rosa teberdensis Chrshan.
- Rosa × tephrophylla Gillot ex Rouy
- Rosa × terebinthinacea Déségl.
- Rosa terscolensis Galushko
- Rosa tianschanica Juz.
- Rosa tibetica T.T.Yu & T.C.Ku
- Rosa × timbalii Crép. ex Rouy
- Rosa tlaratensis Husseinov
- Rosa × toddiae Wolley-Dod
- Rosa tomentosa Sm.
- Rosa transcaucasica Manden.
- Rosa transmorrisonensis Hayata

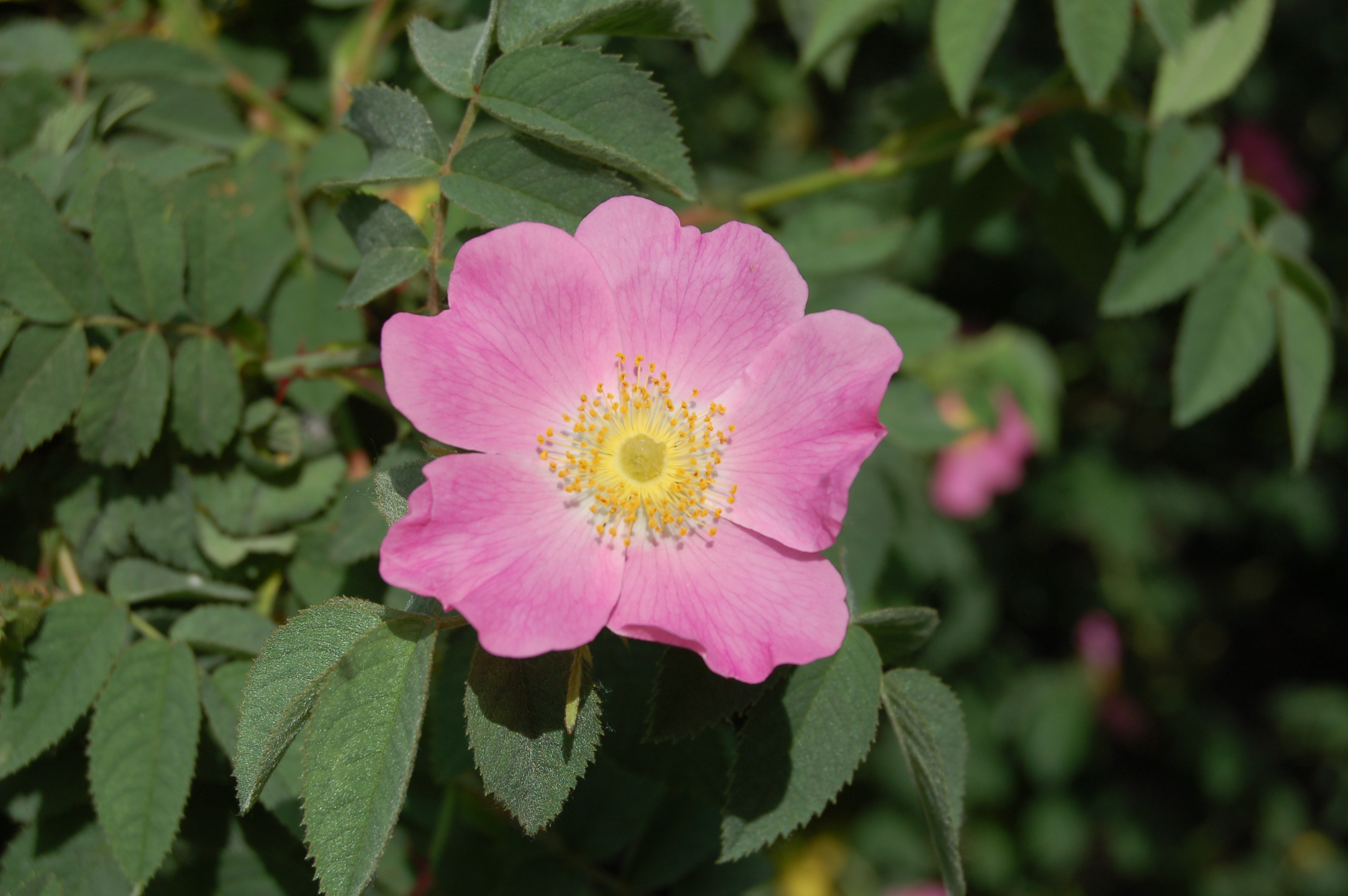
Rosa tomentosa

- Rosa transturkestanica N.F.Russanov
- Rosa tschimganica Raikova ex Sumnev.
- Rosa tsinlingensis Pax & K.Hoffm.
- Rosa tunquinensis Crép.
- Rosa turcica Rouy
- Rosa turkestanica Regel

## U
- Rosa uniflora Galushko
- Rosa uniflorella Buzunova

## V
- Rosa valentinae Galushko
- Rosa vassilczenkoi Tkatsch.
- Rosa veronikae Ker.-Nagy
- Rosa × verticillacantha Mérat
- Rosa × victoria-hungarorum Borbás
- Rosa × victoriana W.H.Lewis
- Rosa villosa L.
- Rosa virginiana Mill.

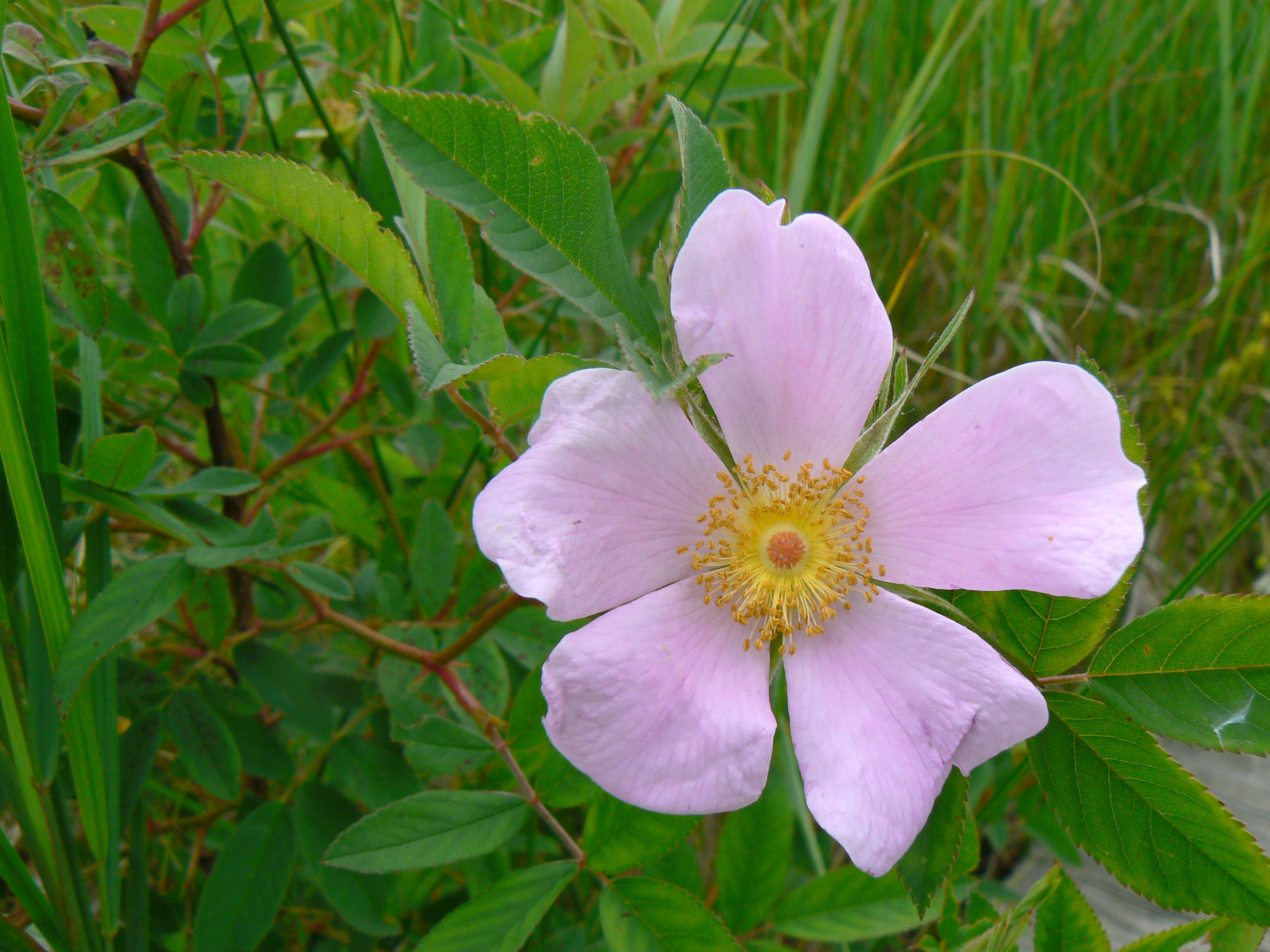
Rosa virginiana

- Rosa × vituperabilis Duffort ex Rouy

## W

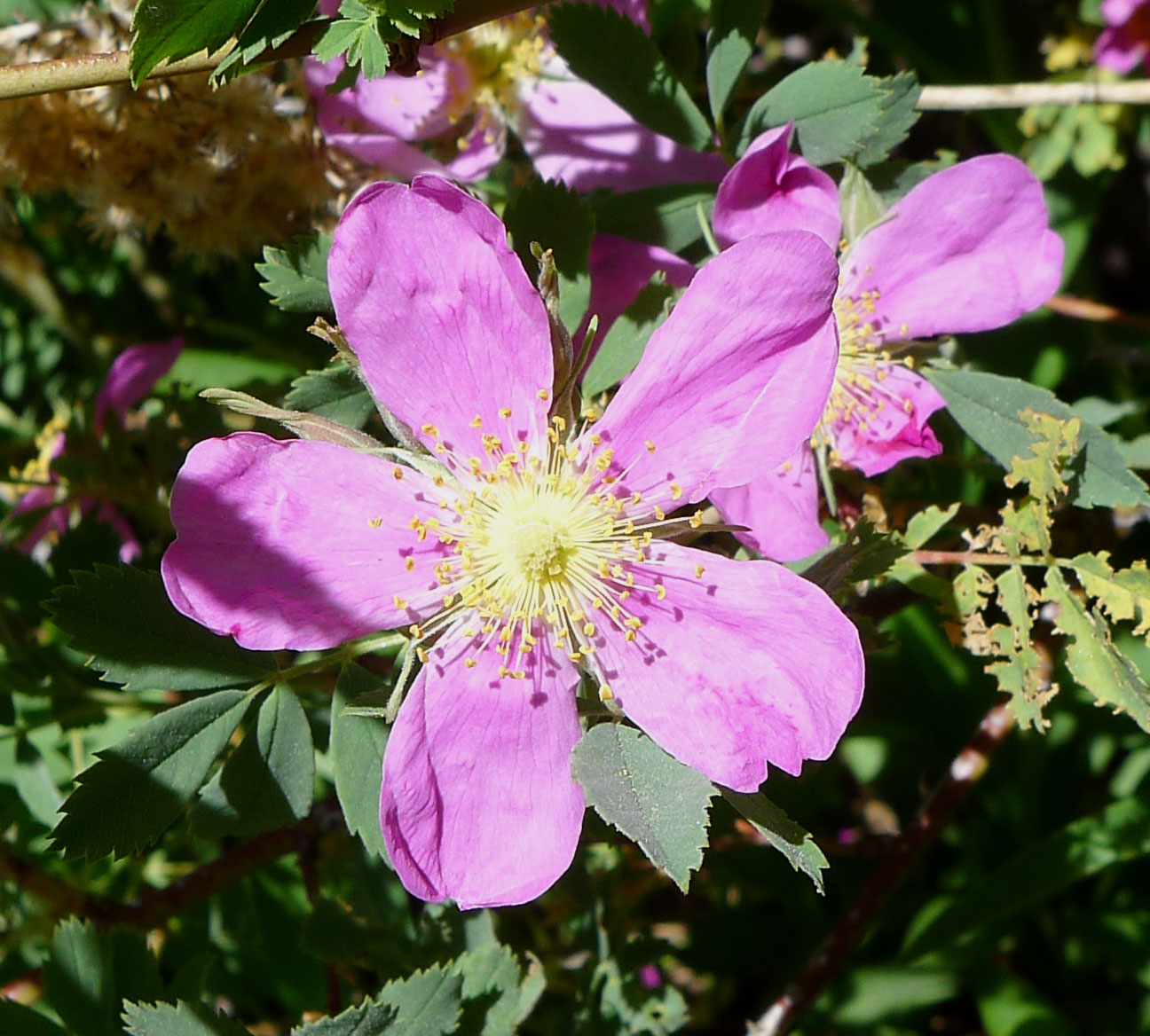
Rosa woodsii

- Rosa × warleyensis E.Willm.
- Rosa webbiana Wall. ex Royle
- Rosa weisiensis T.T.Yu & T.C.Ku
- Rosa willmottiae Hemsl.
- Rosa woodsii Lindl.

## X

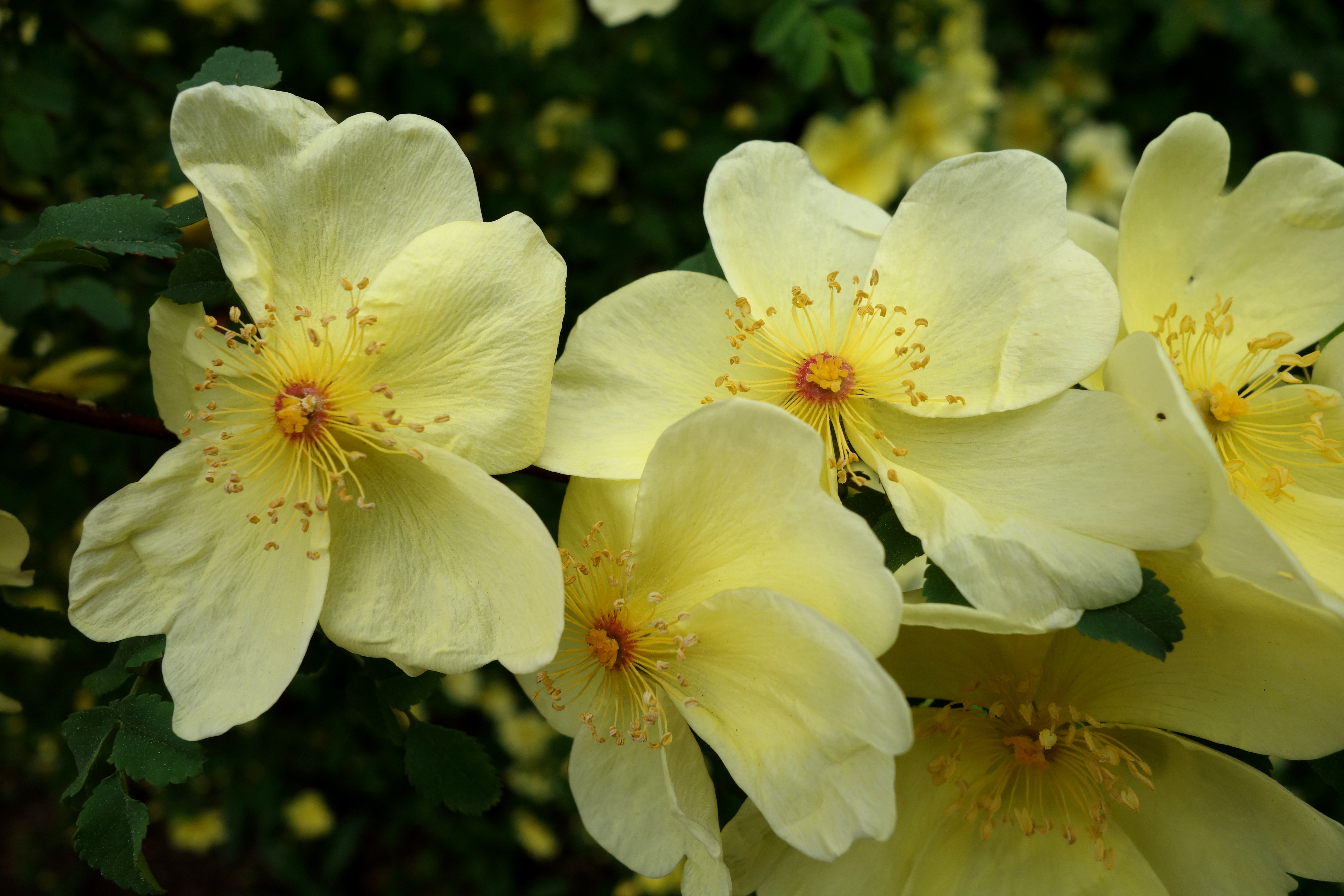
Rosa xanthina

- Rosa xanthina Lindl.

## Z
- Rosa zalana Wiesb.
- Rosa zaramagensis Demurova
- Rosa zhongdianensis T.C.Ku
- Rosa zuvandica Gadzh.